# Концлагерь Ганновер-Лиммер
Концлагерь Ганновер-Лиммер (нем. KZ-Außenlager Hannover-Limmer) - концентрационный лагерь для женщин, существовавший в период с конца августа 1944 года до начала апреля 1945 года в районе Лиммер (нем. Limmer) города Ганновер (Германия) .
Лагерь был построен как филиал (нем. KZ-Außenlager) лагеря Нойенгамме и являлся одним из 7 концентрационных лагерей Ганновера в период Третьего рейха.

## История
Лагерь был создан для политических заключённых. С 31 августа 1944 в лагерь поступило 500 женщин, преимущественно французского и русского происхождения.
В ноябре и декабре того же года в лагерь были переведены заключенные концлагеря Зальцгиттер-Вертенштедт (нем. KZ Salzgitter-Wartenstedt), среди них - 30 француженок.
В январе 1945 снарядом был разрушен концлагерь Ганновер-Лангенхаген (нем. KZ Hannover-Langenhagen) и выжившие заключенные преимущественно польского и русского происхождения были переведены в Лиммер.
На конец марта 1945 года в лагере находилось 1011 заключенных.
При наступлении союзных войск все концлагеря Ганновера были эвакуированы. 6 апреля 1945 года около 1000 заключенных из Лиммера было отправлено Маршем смерти в лагерь Берген-Бельзен (нем. KZ Bergen-Belsen). Выжившие достигли лагеря три дня спустя. 15 апреля 1945 года лагерь был освобожден британскими солдатами. Оставшиеся в лагере в Лиммере заключенные, которые были не способны участвовать в марше, были освобождены 10 апреля.

## Условия содержания
Узницы проживали в трех деревянных бараках. В остальных постройках располагались прачечная, кухня, туалеты, санитарная часть, а также административные помещения.
Концлагерь находился между заводом Continental AG и деревней Лиммер. Женщины трудились на заводе над производством противогазов по 12 часов в день. Небольшая часть женщин работала на заводе в Лагенхагене, а также на Ганноверском хлебозаводе Harry Brot в Борнуме (нем. Bornum).

## Мемориал
В 1987 году в Лиммере были установлены бронзовая плита и памятный камень, посвященные узницам лагеря.